# Djurgårdens IF herrfotboll 1995
Djurgårdens IF herrfotboll, säsongen 1995. Deltog i följande mästerskap: Allsvenskan och Svenska cupen.
Djurgården hade som nykomlingar länge häng på en topplacering och låg tvåa med fem matcher kvar men en svag avslutning på säsongen gjorde att man slutade 6:a av 14 lag. 

## Truppen
| Nat     | Tränare          | Position             | Ålder                   | I DIF sedan                      | Kom från      |
| ------- | ---------------- | -------------------- | ----------------------- | -------------------------------- | ------------- |
| Sverige | Anders Grönhagen | Huvudtränare         | 22 maj 1953 (41 år)     | 1994 (och 1976-1983 som spelare) | IFK Sundsvall |
| Sverige | Kjell Sillén     | Assisterande tränare | 17 april 1960 (34 år)   | 1995                             | IFK Tumba     |
| Sverige | Göran Sten       | Målvaktstränare      | 18 januari 1958 (37 år) | 1994                             | IK Frej       |
| Sverige | Jonas Claesson   | Reservlagstränare    | 29 juli 1967 (27 år)    | 1995                             |               |
| Sverige | Patrik Hagman    | Reservlagstränare    | 18 januari 1958 (37 år) | 1995                             | AIK FF        |

| Nr | Nat                                             | Spelare           | Position    | Ålder                    | Längd  | Vikt  | I DIF sedan          | Kom från                | Moderklubb         | Seriematcher | Seriemål |
| -- | ----------------------------------------------- | ----------------- | ----------- | ------------------------ | ------ | ----- | -------------------- | ----------------------- | ------------------ | ------------ | -------- |
| 1  | Sverige                                         | Kjell Frisk       | Målvakt     | 27 april 1964 (30 år)    | 184 cm | 82 kg | 1990                 | Åtvidabergs FF          | Rimforsa IF        | 26           | 0        |
| 15 | Norge                                           | Thor-André Olsen  | Målvakt     | 28 april 1964 (30 år)    | 189 cm | 84 kg | 1994                 | SK Brann                | Mo IL              | 51           | 0        |
| 2  | Sverige                                         | Mikael Nilsson    | Back        | 16 juni 1967 (27 år)     | 186 cm | 80 kg | 1991                 | Tyresö FF               | Tyresö FF          | 98           | 2        |
| 4  | Sverige                                         | Kenneth Bergqvist | Back        | 2 september 1968 (26 år) | 191 cm | 84 kg | 1993 (och 1988-1990) | Djurgårdens IF Juniorer | Djurgårdens IF     | 77           | 4        |
| 5  | Sverige                                         | Johan Andersson   | Back        | 30 oktober 1974 (20 år)  | 188 cm | 87 kg | 1993                 | Djurgårdens IF Juniorer | Djurgårdens IF     | 64           | 6        |
| 12 | Sverige                                         | Kenneth Maron     | Back        | 16 juni 1973 (21 år)     | 183 cm | 84 kg | 1994                 | Täby IS                 | Täby IS            | 5            | 0        |
| 13 | Sverige                                         | Stefan Eriksson   | Back        | 12 juni 1975 (19 år)     | 175 cm | 80 kg | 1994                 | Djurgårdens IF Juniorer | Djurgårdens IF     | 0            | 0        |
| 14 | Sverige                                         | Peter Langemar    | Back        | 4 februari 1974 (21 år)  | 189 cm | 90 kg | 1993                 | Djurgårdens IF Juniorer | Djurgårdens IF     | 29           | 5        |
| 16 | Sverige                                         | Stefan Alvén      | Back        | 12 december 1968 (26 år) | 182 cm | 80 kg | 1995                 | Malmö FF                | Asmundtorps IF     | 23           | 0        |
| 19 | Sverige                                         | Kleber Saarenpää  | Back        | 14 december 1975 (19 år) | 179 cm | 83 kg | 1995                 | IK Sirus                | IK Sirus           | 14           | 1        |
| 3  | Sverige                                         | Kaj Eskelinen     | Mittfältare | 21 februari 1969 (26 år) | 180 cm | 79 kg | 1994                 | SK Brann                | Västra Frölunda IF | 44           | 17       |
| 6  | Socialistiska federativa republiken Jugoslavien | Darko Mavrak      | Mittfältare | 19 januari 1969 (26 år)  | 185 cm | 75 kg | 1993                 | Proleter Zrenjanin      | Velež Mostar       | 50           | 1        |
| 7  | Sverige                                         | Fred Persson      | Mittfältare | 22 augusti 1973 (21 år)  | 177 cm | 75 kg | 1992                 | Djurgårdens IF Juniorer | Bro IK             | 76           | 3        |
| 8  | Sverige                                         | Zoran Stojcevski  | Mittfältare | 4 mars 1971 (24 år)      | 188 cm | 90 kg | 1994                 | IFK Göteborg            | IFK Göteborg       | 25           | 7        |
| 9  | Sverige                                         | Daniel Martinez   | Mittfältare | 9 januari 1973 (22 år)   | 174 cm | 72 kg | 1992                 | Djurgårdens IF Juniorer | Djurgårdens IF     | 55           | 8        |
| 17 | Sverige                                         | Magnus Pehrsson   | Mittfältare | 25 maj 1976 (18 år)      | 192 cm | 87 kg | 1994                 | IF Brommapojkarna       | IFK Lidingö        | 38           | 2        |
| 18 | Sverige                                         | Martin Åslund     | Mittfältare | 10 november 1976 (18 år) | 183 cm | 85 kg | 1994                 | Djurgårdens IF Juniorer | AIK FF             | 8            | 0        |
| 21 | Sverige                                         | Stefan Jansson    | Mittfältare | 20 maj 1970 (24 år)      | 176 cm | 76 kg | 1995                 | IFK Hässleholm          | Forsby FF          | 2            | 0        |
| 25 | Sverige                                         | Sharbel Touma     | Mittfältare | 25 mars 1979 (16 år)     | 177 cm | 69 kg | 1995                 | Djurgårdens IF Juniorer | Motala AIF         | 0            | 0        |
| 10 | Socialistiska federativa republiken Jugoslavien | Nebojša Novaković | Anfallare   | 29 oktober 1964 (30 år)  | 178 cm | 68 kg | 1993                 | Vasalunds IF            | FK Famos Sarajevo  | 73           | 44       |
| 11 | Sverige                                         | Bosse Andersson   | Anfallare   | 26 augusti 1968 (26 år)  | 180 cm | 78 kg | 1994                 | Vasalunds IF            | Rö IK              | 48           | 35       |
| 13 | Sverige                                         | Christian Gröning | Anfallare   | 14 augusti 1978 (16 år)  | 186 cm | 80 kg | 1995                 | Djurgårdens IF Juniorer | Djurgårdens IF     | 0            | 0        |
| 20 | Sverige                                         | Ferdinand Sipöcz  | Anfallare   | 7 januari 1971 (24 år)   | 178 cm | 71 kg | 1995                 | Nyköpings BIS           | Nyköpings BIS      | 2            | 0        |
| ?  | Sverige                                         | Jens Zetterström  | Okänt       | 8 januari 1977 (18 år)   | Okänt  | Okänt | 1995                 | IK Frej                 | IK Frej            | 0            | 0        |

## Övriga ledare
- Lagledare: Glenn Schiller
- Naprapat: Micael Bergsten
- Materialare: Kjell Lundkvist
- Läkare: Magnus Forssblad

## Allsvenskan
| Omgång | Datum        | Motståndare        | H/B | Resultat | Målskyttar                                                                                           | Varningar                                             | Domare                        | Publik | Arena                   | Position |
| ------ | ------------ | ------------------ | --- | -------- | --- | ----------------------------------------------------- | ----------------------------- | ------ | ----------------------- | -------- |
| 1      | 10 april     | IFK Göteborg       | H   | 1-1      | Eskelinen 23' (Mavrak)                                                                               | Alvén, J. Andersson                                   | Sten Johanzon, Finspång       | 10.417 | Stockholms Stadion      | 7        |
| 2      | 17 april     | Malmö FF           | B   | 0-0      | |                                                       | Anders Frisk, Mölndal         | 6.646  | Malmö Stadion           | 9        |
| 3      | 1 maj        | Degerfors IF       | H   | 2-0      | Novakovic (2) 15' (straff), 90' (Stojcevski)                                                         | J. Andersson, Martinez, Mavrak                        | Bo Karlsson, Jönköping        | 5.832  | Stockholms Stadion      | 3        |
| 4      | 9 maj        | Västra Frölunda IF | B   | 2-2      | B. Andersson 3' (Novakovic), Martinez 90' (Pehrsson)                                                 | Bergqvist                                             | Tony Rydén, Nättraby          | 1.381  | Ruddalens IP            | 5        |
| 5      | 15 maj       | IFK Norrköping     | B   | 0-2      | | Langemar, J. Andersson, Bergqvist                     | Karl-Erik Nilsson, Emmaboda   | 4.082  | Norrköpings Idrottspark | 9        |
| 6      | 18 maj       | AIK FF             | H   | 1-2      | B. Andersson 57' (Novakovic)                                                                         |                                                       | Bo Persson, Gävle             | 11.159 | Råsunda                 | 12       |
| 7      | 22 maj       | Hammarby IF FF     | B   | 1-0      | Eskelinen 54' (straff)                                                                               | Langemar, Novakovic, Mavrak                           | Bo Karlsson, Jönköping        | 12.822 | Råsunda                 | 8        |
| 8      | 28 maj       | Örebro SK          | H   | 2-0      | B. Andersson 35', Persson 87'                                                                        | Nilsson                                               | Lennart Elofsson, Halmstad    | 3.919  | Stockholms Stadion      | 6        |
| 9      | 14 juni      | Halmstads BK       | B   | 2-1      | J. Andersson 46' (Novakovic, Eskelinen 56' (Novakovic)                                               | J. Andersson, Persson, Eskelinen                      | Anders Frisk, Mölndal         | 4.661  | Örjans Vall             | 1        |
| 10     | 19 juni      | Östers IF          | H   | 1-1      | B. Andersson 79'                                                                                     | Pehrsson, Eskelinen                                   | Christer Fällström, Härnösand | 5.547  | Stockholms Stadion      | 3        |
| 11     | 26 juni      | Örgryte IS         | B   | 2-0      | Pehrsson 14', Eskelinen 76' (straff)                                                                 | J. Andersson, Eskelinen, Mavrak, Saarenpää (två gula) | Martin Ingvarsson, Hässleholm | 2.374  | Gamla Ullevi            | 2        |
| 12     | 3 juli       | Trelleborgs FF     | H   | 1-1      | Pehrsson 8' (Novakovic)                                                                              | Nilsson                                               | Tony Rydén, Nättraby          | 6.288  | Stockholms Stadion      | 2        |
| 13     | 30 juli      | Helsingborgs IF    | B   | 3-2      | B. Andersson (2) 1' (Stojcevski), 77' (Eskelinen), Novakovic 73' (Stojcevski)                        | J. Andersson, Novakovic, B. Andersson, Alvén          | Sten Johanzon, Finspång       | 15.015 | Olympia                 | 2        |
| 14     | 7 augusti    | Helsingborgs IF    | H   | 1-3      | B. Andersson 82' (Novakovic)                                                                         |                                                       | Lennart Elofson, Halmstad     | 9.293  | Stockholms Stadion      | 3        |
| 15     | 13 augusti   | Trelleborgs FF     | B   | 1-1      | Novakovic 63' (Persson)                                                                              | Eskelinen, Stojcevski, B. Andersson                   | Leif Sundell, Borlänge        | 2.311  | Vångavallen             | 4        |
| 16     | 21 augusti   | Örgryte IS         | H   | 1-3      | J. Andersson 5' (Novakovic)                                                                          | Novakovic                                             | Jan Andersson, Hallsberg      | 5.114  | Stockholms Stadion      | 5        |
| 17     | 27 augusti   | Degerfors IF       | B   | 1-1      | B. Andersson 6'                                                                                      | Bergqvist                                             | Anders Frisk, Mölndal         | 6.546  | Stora Valla             | 5        |
| 18     | 1 september  | Västra Frölunda IF | H   | 4-2      | Novakovic (2) 16' (Persson), 68' (B. Andersson), B. Andersson 24',(Novakovic) Eskelinen 62' (straff) | Alvén, Saarenpää                                      | Örjan Andersson, Köping       | 2.850  | Stockholms Stadion      | 5        |
| 19     | 10 september | IFK Norrköping     | H   | 2-0      | Eskelinen (2) 19' (Novakovic), 90+1'                                                                 | Novakovic                                             | Thomas Axelsson, Umeå         | 4.262  | Stockholms Stadion      | 4        |
| 20     | 19 september | AIK FF             | B   | 2-1      | B. Andersson 53' (Eskelinen), Mavrak 64'                                                             | Alvén                                                 | Rune Larsson, Bandhagen       | 16.585 | Råsunda                 | 3        |
| 21     | 25 september | Hammarby IF FF     | H   | 2-0      | Saarenpää 46' (Stojcevski), Eskelinen 72'                                                            | J. Andersson, B. Andersson                            | Anders Frisk, Mölndal         | 13.130 | Stockholms Stadion      | 2        |
| 22     | 8 oktober    | Malmö FF           | H   | 0-2      | | Olsén, Åslund, Novakovic                              | Per-Olof Ståhl, Norrköping    | 6.252  | Råsunda                 | 4        |
| 23     | 16 oktober   | IFK Göteborg       | B   | 0-2      | | J. Andersson, Bergqvist, Persson, Mavrak              | Leif Sundell, Borlänge        | 14.052 | Gamla Ullevi            | 3        |
| 24     | 19 oktober   | Örebro SK          | B   | 0-0      | | Alvén, Saarenpää, Mavrak                              | Sten Johanzon, Finspång       | 5.354  | Eyravalen               | 3        |
| 25     | 23 oktober   | Östers IF          | B   | 1-3      | B. Andersson 73' (Persson)                                                                           | J. Andersson                                          | Morgan Norman, Sundsvall      | 2.729  | Värendsvallen           | 6        |
| 26     | 28 oktober   | Halmstads BK       | H   | 0-3*     | | Eskelinen, Novakovic, B. Andersson                    | Anders Frisk, Mölndal         | 4.500  | Stockholms Stadion      | 6        |

Matchen mot Malmö FF i omgång 22 spelades på Råsunda på grund av kommunalstrejk.
Matchen mot Halmstads BK i omgång 26 bröts vid ställningen 0-2 i andra halvlek. Halmstad tilldömdes segern med 3-0.

## Cupspel

### Skandiacupen (Svenska cupen) 1994/1995
| Omgång      | Datum             | Motståndare    | H/B | Resultat       | Målskyttar                                                 | Publik | Arena/Ort          |
| ----------- | ----------------- | -------------- | --- | -------------- | ---------------------------------------------------------- | ------ | ------------------ |
| Omgång 1    | 26 juni 1994      | Väsby IK       | B   | 2–2, e str 4–2 | Eskelinen (2). Avgörande straff: Eskelinen                 | 537    | Vilundavallen      |
| Omgång 2    | 31 juli 1994      | Enköpings SK   | B   | 9–0            | Novakovic (3), B. Andersson (2), ?, ?                      | 1 133  | Enavallen          |
| Omgång 3    | 21 september 1994 | IFK Norrköping | H   | 2–0            | Stojcevski 7', Martinez 52'                                | 3 307  | Stockholms Stadion |
| Omgång 4    | 19 oktober 1994   | GIF Sundsvall  | B   | 2–1 (GG)       | Novakovic 14', Eskelinen 96'                               | 180    | Idrottsparken      |
| Omgång 5    | 6 april 1995      | Motala AIF     | B   | 4–2            | Mavrak (2) 48', 77', Stojcevski 5', Eskelinen 57' (straff) | 1 000  | Motala             |
| Kvartsfinal | 20 april 1995     | AIK            | B   | 0–1            |                                                            | 5 354  | Råsunda            |

### Svenska cupen 1995/1996
Svenska cupen 1995/1996 avgjordes med 4 omgångar följt av kvartsfinal, semifinal och final. Den tredje omgången var ett gruppspel med fyra lag i varje grupp där gruppsegraren gick vidare till den fjärde omgången.
| Omgång    | Datum             | Motståndare       | H/B | Resultat | Målskyttar                                   | Publik | Arena          |
| --------- | ----------------- | ----------------- | --- | -------- | -------------------------------------------- | ------ | -------------- |
| Omgång 1  | 16 augusti 1995   | Sandvikens IF     | B   | 3–1      | B. Andersson (3) 14', 70' 85'                | 1 893  | Jernvallen     |
| Omgång 2  | 14 september 1995 | Tyresö FF         | B   | 2–0      | B. Andersson 60', Eskelinen 80'              | ?      | Bollmoravallen |
| Gruppspel | 3 februari 1996   | Spånga IS         | B   | 1–0      | Eskelinen 62' (straff)                       | ?      | Stadshagen     |
| Gruppspel | 24 februari 1996  | IF Brommapojkarna | H   | 0–2      |                                              | ?      | Stadshagen     |
| Gruppspel | 6 mars 1996       | Forssa BK         | H   | 4–0      | Löfholm, Självmål, Bergqvist, Olsen (straff) | ?      | Stadshagen     |

### Tabell grupp C
| Pl | Lag               | M | V | O | F | MS  | +/- | P |
| -- | ----------------- | - | - | - | - | --- | --- | - |
| 1  | IF Brommapojkarna | 3 | 3 | 0 | 0 | 4-0 | +4  | 9 |
| 2  | Djurgårdens IF    | 3 | 2 | 0 | 1 | 5-2 | +3  | 6 |
| 3  | Spånga IS         | 3 | 1 | 0 | 2 | 3-2 | +1  | 3 |
| 4  | Forssa BK         | 3 | 0 | 0 | 3 | 0-8 | −8  | 0 |

## Träningsmatcher
| Notering                     | Datum              | Motståndare    | H/B | Resultat       | Målskyttar                                         | Publik | Arena/Ort      |
| ---------------------------- | ------------------ | -------------- | --- | -------------- | -------------------------------------------------- | ------ | -------------- |
| Träningsmatch                | Måndag 6 februari  | IK Sirius      | H   | 5-0            | Eskelinen (2) (en straff) B. Andersson (2), Mavrak | ?      | Stadshagen     |
| Tipshallsvenskan             | Lördag 18 februari | Hammarby IF FF | B   | 1-1, 5-6 e str | Stojcevski                                         | ?      | Tipshallen     |
| Träningsmatch                | Lördag 25 februari | Vasalund IF    | H   | 5-2            | Novakovic (3), Martinez, Eskelinen (straff)        | ?      | Stadshagen     |
| Träningsmatch                | Lördag 4 mars      | Örebro SK      | B   | 0-2            |                                                    | ?      | Örebro         |
| Träningsmatch                | Lördag 11 mars     | IFK Norrköping | B   | 1-2            | Novakovic                                          | ?      | Norrköping     |
| Träningsmatch                | Lördag 18 mars     | Gefle IF       | H   | 2-1            | Persson, Eskelinen                                 | ?      | Stadshagen     |
| Träningsläger                | Torsdag 23 mars    | AIK FF         | B   | 1-1            | Mavrak                                             | ?      | Delden         |
| Träningsläger                | Lördag 25 mars     | Gunnilse IS    | H   | 6-1            | B. Andersson (3), Stojcevski, Pehrsson, Nilsson    | ?      | Delden         |
| Träningsläger                | Slutet av mars     | Kalmar FF      | B   | ?              |                                                    | ?      | Kalmar         |
| Träningsmatch                | Söndag 2 april     | Mjällby AIF    | B   | 3-1            | Stojcevski (2), B. Andersson                       | ?      | Okänt          |
| Träningsläger                | Måndag 17 juli     | Båstad GIF     | B   | 10-1           |                                                    | ?      | Örebäcksvallen |
| Träningsturnering 2 x 30 min | Fredag 21 juli     | Assyriska FF   | B   | 2-1            | Sipöcz (2)                                         | 600    | Vårbergs IP    |
| Träningsturnering 2 x 30 min | Lördag 22 juli     | Degerfors IF   | H   | 0-2            |                                                    | ?      | Vårbergs IP    |
| Träningsturnering 2 x 30 min | Söndag 23 juli     | Sierra Leone   | H   | 1-1            | Stojcevski (frispark) 15'                          | ?      | Vårbergs IP    |

## Statistik

### Avser Allsvenskan
| Spelare           | Matcher | Mål | Assist | Poäng | Varningar | Utvisningar  |
| ----------------- | ------- | --- | ------ | ----- | --------- | ------------ |
| Nebojša Novaković | 23      | 6   | 9      | 15    | 6         | 0            |
| Bosse Andersson   | 22      | 11  | 1      | 12    | 4         | 0            |
| Kaj Eskelinen     | 24      | 8   | 2      | 10    | 5         | 0            |
| Fred Persson      | 19      | 1   | 3      | 4     | 2         | 0            |
| Zoran Stojcevski  | 18      | 0   | 4      | 4     | 1         | 0            |
| Magnus Pehrsson   | 24      | 2   | 1      | 3     | 1         | 0            |
| Johan Andersson   | 19      | 2   | 0      | 2     | 9         | 0            |
| Daniel Martinez   | 10      | 1   | 0      | 1     | 1         | 0            |
| Kleber Saarenpää  | 14      | 1   | 0      | 1     | 4         | 1 (två gula) |
| Darko Mavrak      | 22      | 1   | 0      | 1     | 5         | 0            |
| Thor-André Olsen  | 26      | 0   | 0      | 0     | 1         | 0            |
| Kenneth Bergqvist | 24      | 0   | 0      | 0     | 4         | 0            |
| Stefan Alvén      | 23      | 0   | 0      | 0     | 5         | 0            |
| Mikael Nilsson    | 17      | 0   | 0      | 0     | 2         | 0            |
| Martin Åslund     | 8       | 0   | 0      | 0     | 1         | 0            |
| Peter Langemar    | 5       | 0   | 0      | 0     | 2         | 0            |
| Kenneth Maron     | 5       | 0   | 0      | 0     | 0         | 0            |
| Ferdinand Sipöcz  | 2       | 0   | 0      | 0     | 0         | 0            |

## Truppförändringar

### Spelare/ledare in
| Datum            | Nr | Namn             | Från           | Position             | Kommentar                            | Länk  |
| ---------------- | -- | ---------------- | -------------- | -------------------- | ------------------------------------ | ----- |
| 21 november 1994 | 20 | Ferdinand Sipöcz | Nyköpings BIS  | Anfallare            | 2-årskontrakt (tom 31 december 1996) | dn.se |
| 26 november 1994 | 19 | Kleber Saarenpää | IK Sirus       | Back                 | 3-årskontrakt (tom 31 december 1997) | dn.se |
| 12 januari 1995  | 16 | Stefan Alvén     | Malmö FF       | Back                 | 2-årskontrakt (tom 31 december 1996) | dn.se |
| 15 februari 1995 |    | Kjell Sillén     |                | Assisterande tränare |                                      | dn.se |
| 15 februari 1995 |    | Jonas Claesson   |                | Reservlagstränare    |                                      | dn.se |
| 15 februari 1995 |    | Patrik Hagman    | AIK FF         | Reservlagstränare    |                                      | dn.se |
| 9 mars 1995      | 21 | Stefan Jansson   | IFK Hässleholm | Mittfältare          |                                      | dn.se |

### Spelare/ledare ut
| Datum            | Nr | Namn               | Från                 | Position         | Kommentar | Länk  |
| ---------------- | -- | ------------------ | -------------------- | ---------------- | --------- | ----- |
| 12 november 1994 | 14 | Johan Bergström    | Nacka FF             | Back/mittfältare |           | dn.se |
| 27 december 1994 | 8  | Kristoffer Kindbom | Väsby IK             | Anfallare        |           | dn.se |
| Inför säsongen   | 5  | Daniel Hesser      | Café Opera/Djursholm | Back             |           |       |